# Katja Lel'
Katja Lel' (in russo Катя Лель?), pseudonimo di Ekaterina Nikolaevna Čuprinina (in russo Екатерина Николаевна Чупринина?; Nal'čik, 20 settembre 1974), è una cantante russa, plurivincitrice dei premi musicali Pesnja goda, Ovacija e Zolotoj grammofon.

## Discografia
- 1998  – Elisejskie polja
- 1999 – Talisman
- 2000 – Sama
- 2002 – Meždu nami
- 2004 – Džaga-džaga
- 2005 – Kruču-verču
- 2008 – Ja tvoja
- 2013 – Solnce ljubvi
- 2019 – Moja tema
- 2020 – Sijanie

## Onorificenze
- 2002 – Artista onorata della Cabardino-Balcaria[2]
- 2008 – Artista del Popolo della Cecenia[2]
- 2009 – Artista del Popolo della Repubblica di Cabardino-Balcaria[2]
- 2025 – Artista onorato della Federazione Russa[3]